# کارلو کوروکولو
کارلو کوروکولو (ایتالیایی: Carlo Croccolo؛ زاده ۹ آوریل ۱۹۲۷ – درگذشته ۱۲ اکتبر ۲۰۱۹) بازیگر ایتالیایی بود.
از فیلم‌های معروف او می‌توان به بازی در من، من، من… و دیگران، دانشجو، ای پادشاه، خسیس، کراسلا، شب بخیر، آقایان و خانم‌ها، دو رقیب، بزرگ‌ترین شیادان عالم و کلبه ساحلی اشاره کرد.